# Funkverkehr

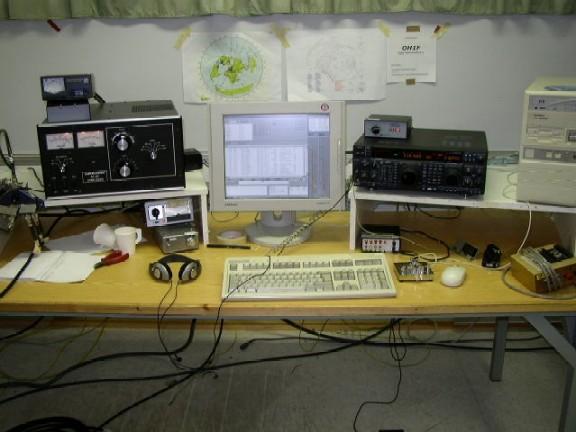
Amateurfunkstelle

Der Funkverkehr (englisch Radiocommunication) ist „ein Fernmeldeverkehr mit Hilfe von Funkwellen“, wobei unter Funkwellen der Frequenzbereich bis 3 THz zu verstehen ist. Die Definition ermöglicht die Übertragung der Signale nicht nur über das übliche Medium Luft, sondern  auch über Draht (Drahtfunk). Weltweit wird der Bereich von 9 kHz bis 275 GHz durch die Vollzugsordnung für den Funkdienst der Internationalen Fernmeldeunion (ITU) reguliert und Funkdiensten zugewiesen.
Die Begriffe Funkwellen und Funken gehen darauf zurück, dass bei ersten Übertragungsversuchen in der Funk-Telegrafie zunächst sogenannte Knallfunkensender eingesetzt wurden, ab 1908 vorwiegend die daraus abgeleiteten Löschfunkensender.
Im internationalen Funkverkehr werden zahlreiche Abkürzungen und Codes verwendet. Siehe auch Q-Gruppen, Funkverkehrszeichen und Abkürzungen im Amateurfunk.

## Öffentlicher Funkverkehr
Öffentlicher Funkverkehr ist der Verkehr einer Funkstelle, die der Allgemeinheit im Rahmen der Benutzungsbedingungen unbeschränkt zum Austausch von Nachrichten zur Verfügung steht, beispielsweise Mobilfunk.
Der Verkehr einer Funkstelle, deren Benutzung durch die Allgemeinheit von den Weisungen der mit der Beaufsichtigung der Funkstelle betrauten Personen abhängt, gilt als beschränkt öffentlicher Funkverkehr.

## Nichtöffentlicher Funkverkehr

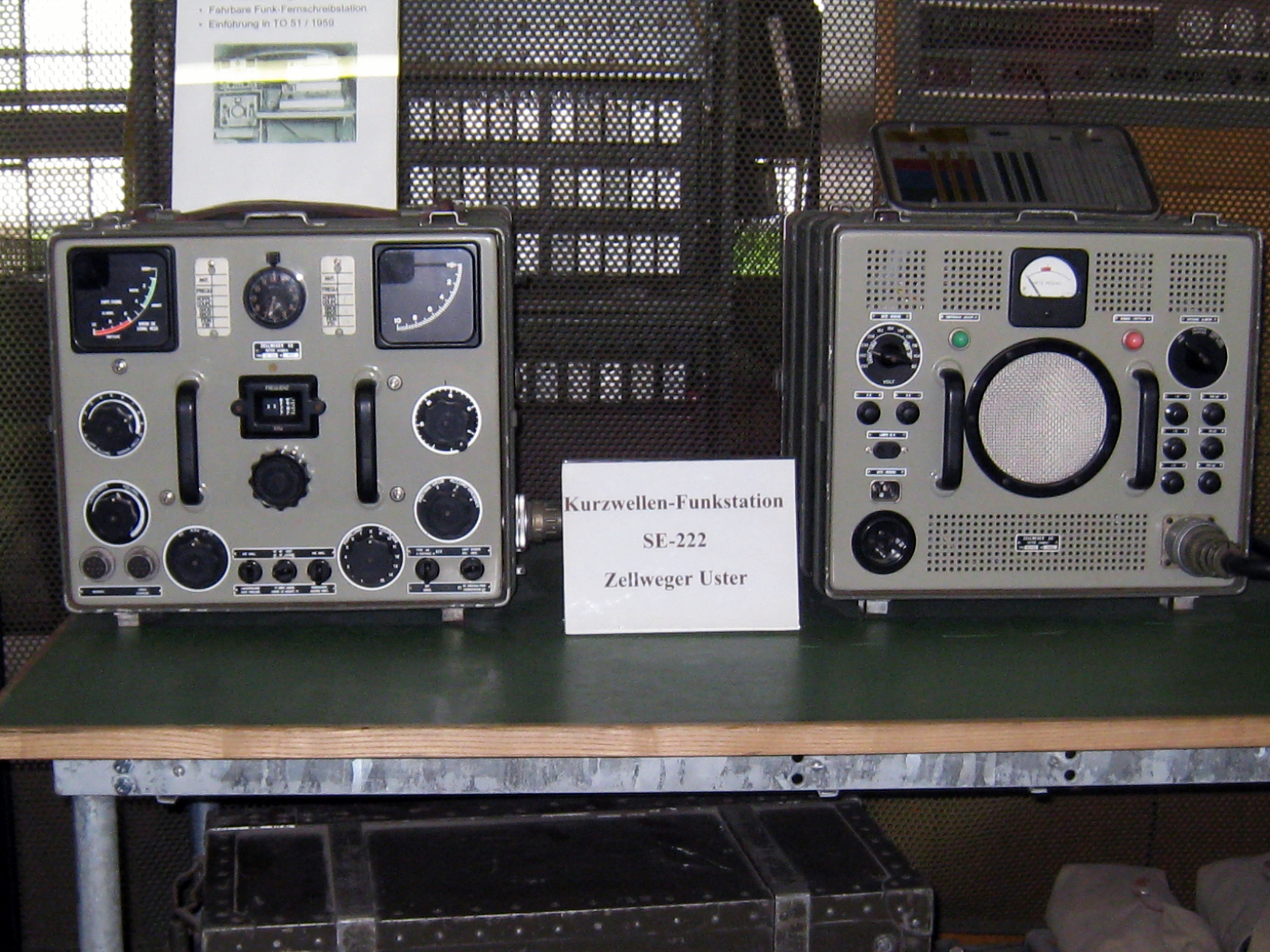
Funkstation SE-222 der Schweizer Armee

Nichtöffentlicher Funkverkehr ist der Verkehr einer Funkstelle, die der Allgemeinheit zum Austausch von Nachrichten nicht zur Verfügung steht. Hierzu gehören beispielsweise:
- Schiffbetrieblicher Funkverkehr, der nur für den Austausch von Nachrichten, die den Schiffsbetrieb betreffen, zugelassen ist.
- Amtlicher Funkverkehr, der nur für den dienstlichen Nachrichtenaustausch zwischen Funkstellen von Behörden zugelassen ist.
- Militärischer Funkverkehr, der nur für den Austausch von Nachrichten, welche die Streitkräfte betreffen, zugelassen ist.